# Курило Федір Леонтійович
Федір Леонтійович Курило (нар. 25 серпня 1934, село Сінне, тепер Богодухівського району Харківської області) — український радянський діяч, бригадир ковалів Луганського тепловозобудівного заводу імені Жовтневої революції. Депутат Верховної Ради УРСР 9-го скликання. 

## Біографія
Освіта середня.
З 1951 року — учень ремісничого училища, коваль, бригадир ковалів Ворошиловградського тепловозобудівного заводу імені Жовтневої революції.
Член КПРС з 1959 року.
Потім — на пенсії у місті Луганську.

## Нагороди
- ордени
- медалі